# Orden der Gärtnerinnen
Der Orden der Gärtnerinnen (Ordine delle Giardiniere) war ein Geheimbund, der sich in Form von Logen (Vendite, eig. Märkte, Verkäufe) organisierte. Er wurde 1820 in Neapel und Anfang 1821 in Mailand gegründet, agierte aber auch in anderen Orten Italiens, wie Capua oder Spoleto, und war als Teil der politischen Bewegung anzusehen, die als Carbonari bekannt wurde. 
Die weiblichen Mitglieder des Adels, die sich der Bewegung anschlossen, die sich der Einigung Italiens verschrieben hatte, wurden als „belle giardiniere“ (schöne Gärtnerinnen) benannt. Sie bezeichneten sich selbst aber nach dem Carbonari-Vorbild als „cugine giardiniere“. Sie gaben sich vielfach die Namen von Blumen. Nach außen gaben sie sich den Anschein, sich in Gärten zu treffen, um sich über Gartenarbeit zu unterhalten. Die Anfängerinnen wurden als „giardiniere apprendenti“ bezeichnet, die Fortgeschrittenen als „giardiniere maestre“. Wer nicht zur Carboneria gehörte, wurde als „pagano“ (Heide) bezeichnet.
Die Gärtnerinnen agierten als Spioninnen, da sie Zugang zum österreichischen Militär hatten, dienten dem Austausch von Informationen und der politischen Debatte, beförderten Schriften und Post, versteckten Flüchtige.

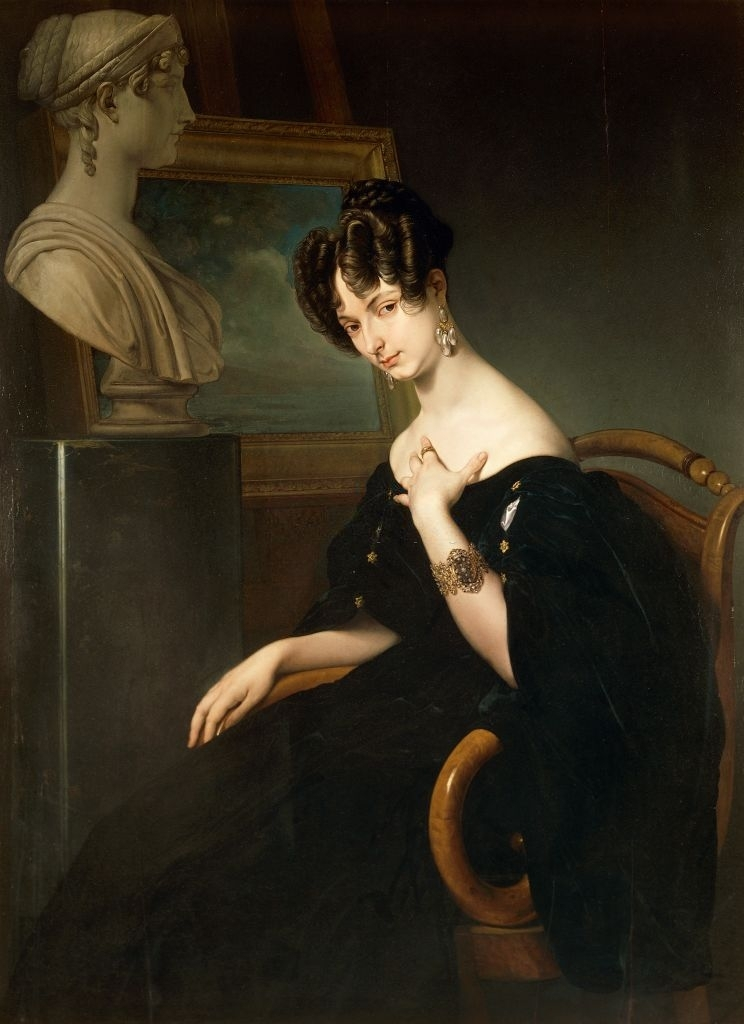
Cristina Trivulzio Belgiojoso (1808–1871) ist eine der bekanntesten Gärtnerinnen

Eine der bedeutendsten Angehörigen der Loge war Cristina Trivulzio di Belgiojoso, die in den 1830er Jahren nach Paris floh. In ihrem Salon fanden sich zahlreiche andere Revolutionäre ein, wie Niccolò Tommaseo, Vincenzo Gioberti oder Filippo Buonarroti. Auch Matilde (Métilde) Viscontini Dembowski (1790–1825), Stendhals unerfüllte Liebe, gehörte den Gärtnerinnen an.
Auch die Malerin und Autorin Bianca Milesi gehörte zu den Gärtnerinnen von Mailand (sie floh 1822 über die Schweiz nach Paris), ebenso wie Teresa Casati, die mit Federico Confalonieri verheiratet war, der als Hochverräter zum Tode verurteilt wurde.
In einem Schreiben Franz II., des österreichischen Kaisers, an den Leiter der Polizei- und Zensurhofstelle Josef von Sedlnitzky aus dem Jahr 1823 finden diese Frauen Erwähnung, ebenso wie die Witwen Teresa Agazzini, geborene Cobianchi, und Amalia Tirelli, geborene Cobianchi. Während die Giardiniere des Nordens wenig militant waren, wurden die des Südens als Teil einer militärischen Aufstandsbewegung inhaftiert, gefoltert und zu langjährigen Haftstrafen verurteilt. In den Staatsarchiven von Mailand, Neapel und Wien befinden sich die Prozessakten.